# Молочай країнський
Молочай країнський, молочай карніолійський (Euphorbia carniolica) — вид трав'янистих рослин з родини молочайні (Euphorbiaceae), поширений у Європі.

## Опис

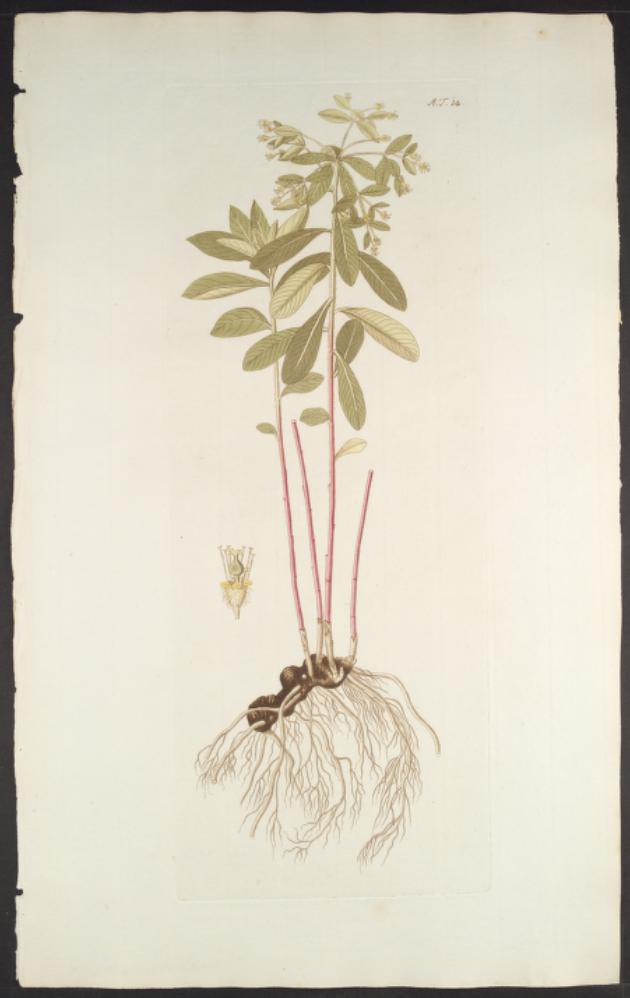
ілюстрація

Багаторічна рослина 20–50 см заввишки, розсіяно-волосиста, з численними, дугоподібними, нерозгалуженими, внизу дерев'яними, крилато-ребристими стеблами. Листки чергові, довгасто-обернено-ланцетні, 25–65 × 10–25 мм, з клиноподібною основою, звужені в помітну (2–5 мм завдовжки) ніжку, тупі, цілокраї, голі або знизу запушені. Суцвіття з максимум 5 (переважно 4) променями, вони роздвоєні принаймні один раз. Приквітки овальні або ланцетні, не зрощені. Квітне у квітні — червні. Плід бородавчастий, у діаметрі 3–4 мм.

## Поширення
Поширений у Європі від Австрії до українських Карпат.
В Україні вид зростає на полонинах і в гірських лісах, на галявинах, від передгір'їв до субальпійського пояса — у Карпатах, за винятком Закарпаття.